# Burg Hohengeroldseck
A Hohengeroldseck kastély egy 523,9 m tengerszint feletti magasságban fekvő hegyi vár romja a Fekete-erdőben. Baden-Württembergben, az Ortenau járásban, Seelbach település Schönberg nevű településrészében, a Kinzig és a Schutter völgye közötti dombon fekszik. A vár a Geroldseck urak ősi székhelye volt. Alt-Geroldseck várának romjai egy 1700 méterrel északabbra fekvő hegygerincen található.

## Története

### Geroldseck urai
A várat a geroldsecki urak ősi váraként I. Walter Geroldseck 1240 és 1250 között építtette a Schönbergen, és az 1277-es földosztás és a geroldsecki uralom 1634-es megszűnése között Hohengeroldseck "felső uradalmának" központját alkotta. A felső Ortenau területe 1277-től Walter von Geroldseck leszármazottainak kezében volt, és magában foglalta Lahr, Mahlberg, Schiltach, valamint a Schuttern és Ettenheimmünster kolostor birtokait. Szintén a Geroldseck urak birtokában volt a Rajna mindkét partján a Bázeltől Seltzig terjedő tartomány. 1442-ben I. Jakab badeni őrgróf 30 000 guldenért megvásárolta Walter von Geroldseck leszármazottaitól Lahr és Mahlberg uradalmainak felét. A várat 1486-ban I. Fülöp pfalzi választófejedelem foglalta el, és 1534-ig a Kurpfalziaké maradt. A hat hétig tartó ostromot 1486-ban Martin Merz pfalzi választófejedelemségi fegyvermester vezette. 1599-ben a Geroldseckerek a közeli Seelbachban lévő Dautenstein kastélyba költöztek, amelyet reneszánsz palotává alakítottak át.

### Cronberg grófja 1636-1692
Anna Maria von Hohengeroldseck († 1649) apja, Jakob von Hohengeroldseck († 1634) halála után a von Geroldseck család egyetlen örökösnője volt. 1644-ben feleségül ment V. Frigyes badeni őrgrófhoz. A Habsburgok az egész Hohengeroldseck uradalmat visszaszolgáltatott hűbérbirtokuknak tekintették. II. Ferdinánd császár figyelmen kívül hagyta az örökösnő igényét az abban foglalt allódiális birtokra, és a várat már korán a fiatal és katonailag sikeres Adam Philipp XI. von Cronberg császári grófnak adományozta, amikor előre látható volt, hogy Jakob von Hohengeroldseck férfi örökös nélkül fog meghalni. Adam Philipp azonban 1634-ben szintén meghalt egy hadjárat során, így 1636-ban a még kiskorú fia, Kraft Adolf Otto von Cronberg (1629-1692) kapta meg a várat és az uradalmat. Ottó anyja, Margarethe Sidonia von Daun, Falkenstein grófnője képviselte fiát. 1650-ben Kraft Adolf Ottót nagykorúnak nyilvánították, és ő maga vette át az uradalmat. 1653-ban feleségül vette Maria Franziska von Oettingen-Baldern, aki azonban 1662-ben megszökött a házasságból. A grófnak időhúzó taktikával sikerült megakadályoznia, hogy a bíróságok az allodiális birtokot Baden-Durlach márgáinak ítéljék oda. Ezenkívül a Baden-Durlach uradalom alá tartozó Lahr uradalmával is vitába szállt a Kuhbach és Lahr között fekvő fűrészmalom felségterületéről.
A várat 1689 januárjában, a pfalzi örökösödési háború idején francia csapatok rombolták le. Cronberg második és egyben utolsó grófjának négy törvényes gyermeke már 1692-ben előtt meghalt, így nem volt törvényes örököse.

### A von der Leyen grófok
Friedrich Magnus, Friedrich von Cronberg gróf halála után bejelentette a nagyapjától, V. Frigyes badeni őrgróftól örökölt Hohengeroldseck uradalomra vonatkozó igényét. Hat hónappal a Cronberger halála után vehette birtokba az uradalmat. Azonban 1695-ben Karl Kasper Franz von der Leyen a maga részéről is igényt formált az uradalomra, mivel a Habsburgok - szintén a hűbérbirtokos, Kraft Adolf Otto Graf von und zu Cronberg örököseinek hiányára való tekintettel - már ígéretet tettek neki az utódlásra, noha a badeni követelések és azok jogi létezése ismert volt.
1697. április 16-án Karl II. von Neveu osztrák ortenaui vajda 300 fős katonai kontingenst vonultatott fel, eltávolította a badeni címereket, erőszakkal elfoglalta Dautenstein várát és kiutasította a badeni család tagjait. 1697. április 16-án a lakosságnak be kellett hódolnia Karl Kasper von der Leyen előtt. Azóta a vár romjai a von der Leyen-család tulajdonában vannak. 1711-től 1806-ig Hohengeroldseck vármegyéhez, 1806-tól 1813-ig pedig a von der Leyen hercegséghez tartozott.

## A vár történelmi ábrázolásai
Grimmelshausen 1645-ben készült ábrázolását sokáig a legrégebbi ismert ábrázolásnak tartották. 2001-ben közzétették azt a hipotézist, hogy Philipp Münch 1496-os hadikönyvében található ábrázolás Hohengeroldseck várát ábrázolja a Becsületes Fülöp 1486-os ostroma alatt.
- Hohengeroldseck vára 1486-ban az ostrom alatt
- A vár Grimmelshausen féle ábrázolása

## A vár romjainak megőrzése
Ma a Hohengeroldsecki vár romjai a Geroldsecki urak jogutódainak, a von der Leyen hercegeknek a tulajdonát képezik, és 1958 óta a Verein zur Erhaltung der Burgruine Hohengeroldseck e. V. gondozza őket. Az első karbantartási munkálatokat már 1883-ban elvégezték. Az 1950-es évek elején a hátsó palota tornyában új csigalépcsőt építettek be. 2005-ben a Landesverein Badische Heimat (Badeni Honismereti Szövetség) a várromot "Az állam kulturális örökségének" ismerte el, 2010 júniusában pedig a Műemlékalapítvány Baden-Württemberg a hónap műemléke címet adományozta neki. 2011-ben és 2013-ban alaposan felújították. A helyreállítási költségek 1996 óta mintegy 825 000 eurót tettek ki.

## Alaprajz
A várnak, a kb. 10 méter magas külső falai (alsó vár) és a főépület (felső vár) maradt meg, a lakótorony típusú várakat képviseli, és különösen a Kinzig-völgyből nézve feltűnő látványosság.
Az elővárak nélkül a vár kiterjedése 95x50 méter volt. A fő várfal 2,10 méter vastag volt, és a védőpárkányt oromzattal látták el. A két főépület, amely porfír kőzetre épült, körülbelül 50 méter hosszú és legfeljebb 20 méter széles volt. Egy udvar választotta el őket egymástól. A lovagok házának, a négyemeletes palotának a homlokzata még nagyrészt megmaradt. Az első emeleten egy 80 négyzetméteres lovagterem volt.

## Fordítás
- Ez a szócikk részben vagy egészben  a   Burg Hohengeroldseck című német Wikipédia-szócikk fordításán alapul.  Az eredeti cikk szerkesztőit annak laptörténete sorolja fel. Ez a jelzés csupán a megfogalmazás eredetét és a szerzői jogokat jelzi, nem szolgál a cikkben szereplő információk forrásmegjelöléseként.